# Rörtjärnen (Sorsele socken, Lappland)
Rörtjärnen är en sjö i Sorsele kommun i Lappland och ingår i Umeälvens huvudavrinningsområde.